# Joel Mero
Joel Mero (Lahti, 7 febbraio 1995) è un ex calciatore finlandese, di ruolo difensore.

## Caratteristiche tecniche
Difensore centrale, può giocare come terzino su entrambe le fasce.